# Nationalratswahl in der Slowakei 2027
Die Nationalratswahl in der Slowakei 2027 findet voraussichtlich im September 2027 statt. Dabei werden die 150 Mandatsträger des Nationalrates der Slowakischen Republik gewählt.

## Wahlsystem
Einzelne Parteien mussten eine Sperrklausel von 5 Prozent der Stimmen überspringen, für Parteienbündnisse betrug die Grenze 7 Prozent.
Die 150 Mandatsträger wurden durch Verhältniswahl in einem einzigen Wahlkreis (der gesamten Slowakei) gewählt. Die Mandate für das Parlament wurden durch das Hagenbach-Bischoff-Verfahren zugeteilt.
- REP: 14
- Smer: 35
- HLAS: 22
- KDH: 12
- HS: 13
- SaS: 15
- PS: 39

### Aktuelle Umfragen
| Institut            | Datum      | Befragte   | Zeitraum          | Smer-SSD | PS     | Hlas-SD | HS    | KDH   | SaS   | SNS   | REP    | ALI   | D     | SR    | Sonst. |
| ------------------- | ---------- | ---------- | ----------------- | -------- | ------ | ------- | ----- | ----- | ----- | ----- | ------ | ----- | ----- | ----- | ------ |
| AKO                 | 24.07.2025 | 1000       | 08.–15.07.2025    | 19,4 %   | 22,1 % | 12,4 %  | 8,3 % | 6,6 % | 7,5 % | 4,2 % | 8,0 %  | 3,5 % | 4,1 % | 2,6 % | 1,3 %  |
| Focus               | 18.07.2025 | 1032       | 07.–13.07.2025    | 19,6 %   | 20,7 % | 11,7 %  | 7,5 % | 6,3 % | 6,8 % | 3,8 % | 9,8 %  | 4,0 % | 4,6 % | –     | 5,2 %  |
| NMS                 | 09.07.2025 | 1009       | 02.–07.07.2025    | 18,1 %   | 20,9 % | 9,7 %   | 7,1 % | 6,2 % | 6,7 % | 2,9 % | 10,3 % | 3,9 % | 5,2 % | 3,8 % | 5,2 %  |
| Ipsos               | 24.06.2025 | 1004       | 16.–19.06.2025    | 19,7 %   | 21,7 % | 10,3 %  | 7,3 % | 6,3 % | 6,1 % | 2,5 % | 9,9 %  | 4,3 % | 4,5 % | 3,1 % | 4,3 %  |
| AKO                 | 26.06.2025 | 1000       | 16.–19.06.2025    | 19,3 %   | 22,5 % | 12,1 %  | 8,0 % | 6,9 % | 7,3 % | 4,1 % | 8,1 %  | 3,4 % | 4,8 % | 2,7 % | 0,8 %  |
| Focus               | 13.06.2025 | 1034       | 02.–09.06.2025    | 18,8 %   | 20,2 % | 10,5 %  | 8,5 % | 7,5 % | 6,1 % | 3,7 % | 9,7 %  | 4,8 % | 4,8 % | 3,4 % | 2,0 %  |
| NMS                 | 11.06.2025 | 1003       | 04.–08.06.2025    | 19,8 %   | 23,0 % | 9,0 %   | 7,1 % | 6,4 % | 5,7 % | 2,5 % | 9,4 %  | 3,2 % | 4,9 % | 3,1 % | 2,9 %  |
| AKO                 | 03.06.2025 | 1000       | 19.–26.05.2025    | 19,0 %   | 21,5 % | 12,1 %  | 8,8 % | 7,8 % | 7,2 % | 4,2 % | 7,3 %  | 3,5 % | 4,5 % | 3,0 % | 1,1 %  |
| Focus               | 22.05.2025 | 1000       | 12.–19.05.2025    | 19,1 %   | 20,9 % | 10,6 %  | 7,8 % | 7,3 % | 6,8 % | 3,9 % | 7,9 %  | 4,6 % | 4,6 % | 3,2 % | 3,3 %  |
| Ipsos               | 19.05.2025 | 1013       | 12.–16.05.2025    | 19,6 %   | 21,9 % | 8,4 %   | 7,3 % | 7,5 % | 6,6 % | 3,0 % | 9,3 %  | 4,8 % | 4,7 % | 3,6 % | 3,3 %  |
| NMS                 | 07.05.2025 | 1007       | 30.4.–04.05.2025  | 20,6 %   | 22,8 % | 8,9 %   | 7,7 % | 6,4 % | 6,1 % | 2,3 % | 8,8 %  | 4,0 % | 4,8 % | 2,3 % | 5,3 %  |
| AKO                 | 28.04.2025 | 1000       | 10.–17.04.2025    | 20,5 %   | 22,5 % | 12,0 %  | 8,7 % | 7,3 % | 7,1 % | 4,1 % | 7,0 %  | 4,0 % | 4,2 % | 1,5 % | 1,1 %  |
| Focus               | 11.04.2025 | 1020       | 01.–08.04.2025    | 19,3 %   | 21,0 % | 10,9 %  | 7,3 % | 8,4 % | 6,6 % | 3,9 % | 8,2 %  | 4,7 % | 4,3 % | –     | 5,4 %  |
| NMS                 | 09.04.2025 | 1005       | 02.–06.04.2025    | 19,9 %   | 23,2 % | 8,5 %   | 6,8 % | 6,9 % | 6,5 % | 1,9 % | 9,2 %  | 3,8 % | 4,8 % | –     | 8,5 %  |
| AKO                 | 25.03.2025 | 1000       | 11.–19.03.2025    | 21,2 %   | 21,7 % | 12,3 %  | 7,3 % | 7,8 % | 6,6 % | 4,0 % | 7,0 %  | 4,4 % | 4,0 % | 2,4 % | 1,3 %  |
| Ipsos               | 16.03.2025 | 1032       | 10.–14.03.2025    | 22,1 %   | 21,4 % | 12,5 %  | 5,9 % | 7,8 % | 6,3 % | 2,0 % | 7,4 %  | 3,9 % | 5,0 % | 2,5 % | 3,2 %  |
| NMS                 | 16.03.2025 | 1001       | 05.–09.03.2025    | 21,4 %   | 23,8 % | 8,8 %   | 6,8 % | 6,0 % | 6,2 % | 2,0 % | 8,1 %  | 3,8 % | 4,1 % | 4,1 % | 4,9 %  |
| Focus               | 15.02.2025 | 1010       | 07.–12.02.2025    | 21,7 %   | 22,1 % | 11,8 %  | 5,6 % | 7,8 % | 6,2 % | 3,7 % | 7,8 %  | 4,6 % | 4,6 % | –     | 8,7 %  |
| AKO                 | 18.02.2025 | 1010       | 05.–12.02.2025    | 22,1 %   | 24,1 % | 12,5 %  | 6,0 % | 6,9 % | 6,4 % | 4,1 % | 5,7 %  | 3,1 % | 4,6 % | 2,9 % | 1,6 %  |
| NMS                 | 12.02.2025 | 1001       | 05.–09.01.2025    | 22,5 %   | 24,6 % | 10,5 %  | 5,8 % | 6,6 % | 6,1 % | 1,5 % | 7,4 %  | 3,2 % | 3,0 % | 4,1 % | 4,7 %  |
| AKO                 | 29.01.2025 | 1000       | 14.–24.01.2025    | 22,5 %   | 24,6 % | 13,0 %  | 5,4 % | 6,7 % | 7,1 % | 4,2 % | 5,1 %  | 3,4 % | 4,6 % | 2,2 % | 1,2 %  |
| Ipsos               | 20.01.2025 | 1031       | 11.–17.01.2025    | 22,2 %   | 23,0 % | 11,1 %  | 5,6 % | 7,3 % | 6,3 % | 2,0 % | 7,7 %  | 3,7 % | 4,0 % | 2,8 % | 4,3 %  |
| NMS                 | 15.01.2025 | 1001       | 09.–13.01.2025    | 18,4 %   | 23,9 % | 11,5 %  | 6,3 % | 5,9 % | 6,7 % | 2,1 % | 8,9 %  | 3,4 % | 4,0 % | 3,6 % | 5,3 %  |
| AKO                 | 22.12.2024 | 1000       | 16.–19.12.2024    | 20,3 %   | 22,8 % | 13,9 %  | 6,2 % | 7,3 % | 6,6 % | 4,6 % | 5,4 %  | 3,2 % | 4,3 % | 3,8 % | 1,6 %  |
| NMS                 | 11.12.2024 | 1000       | 04.–09.12.2024    | 19,1 %   | 24,8 % | 10,7 %  | 6,5 % | 5,5 % | 4,8 % | 2,9 % | 9,5 %  | 3,2 % | 3,9 % | 3,4 % | 5,7 %  |
| AKO                 | 25.11.2024 | 1000       | 12.–20.11.2024    | 20,7 %   | 21,2 % | 14,7 %  | 6,6 % | 6,7 % | 6,9 % | 4,7 % | 5,9 %  | 3,7 % | 4,1 % | 3,6 % | 1,2 %  |
| Focus               | 18.11.2024 | 1018       | 06.–13.11.2024    | 21,9 %   | 22,6 % | 13,3 %  | 3,6 % | 6,2 % | 6,7 % | 3,6 % | 8,6 %  | 4,8 % | 4,6 % | 3,3 % | 0,8 %  |
| NMS                 | 13.11.2024 | 1000       | 07.–11.11.2024    | 19,1 %   | 25,1 % | 10,8 %  | 4,7 % | 6,4 % | 6,0 % | 3,3 % | 8,7 %  | 3,7 % | 4,4 % | 4,3 % | 3,5 %  |
| Ipsos               | 05.11.2024 | 1003       | 27.10.–01.11.2024 | 21,9 %   | 22,6 % | 12,8 %  | 3,6 % | 6,9 % | 6,2 % | 2,4 % | 7,7 %  | 4,0 % | 4,4 % | 3,0 % | 4,5 %  |
| AKO                 | 21.10.2024 | 1000       | 08.–17.10.2024    | 21,3 %   | 21,3 % | 15,0 %  | 5,9 % | 6,2 % | 6,5 % | 4,8 % | 6,8 %  | 3,4 % | 4,7 % | 2,6 % | 1,5 %  |
| NMS                 | 09.10.2024 | 1000       | 02.–07.10.2024    | 20,5 %   | 24,4 % | 12,0 %  | 5,2 % | 6,9 % | 6,2 % | 2,9 % | 7,4 %  | 3,6 % | 5,1 % | 3,9 % | 1,9 %  |
| Focus               | 30.09.2024 | 1017       | 17.–26.09.2024    | 23,3 %   | 22,1 % | 12,8 %  | 4,1 % | 6,0 % | 5,6 % | 4,7 % | 7,9 %  | 5,2 % | 5,0 % | 3,2 % | 0,1 %  |
| AKO                 | 23.09.2024 | 1000       | 10.–16.09.2024    | 22,8 %   | 22,4 % | 15,1 %  | 3,9 % | 6,8 % | 6,4 % | 4,9 % | 5,6 %  | 3,7 % | 4,9 % | 2,6 % | 0,9 %  |
| Ipsos               | 12.09.2024 | 1025       | 06.–10.09.2024    | 25,5 %   | 21,6 % | 11,9 %  | 4,9 % | 6,0 % | 7,0 % | 3,4 % | 6,3 %  | 4,9 % | 5,1 % | 2,0 % | 1,4 %  |
| NMS                 | 11.09.2024 | 1001       | 05.–09.09.2024    | 23,9 %   | 24,5 % | 12,6 %  | 3,9 % | 6,2 % | 6,1 % | 3,5 % | 6,0 %  | 3,4 % | 3,3 % | 3,9 % | 2,7 %  |
| NMS                 | 21.08.2024 | 1014       | 08.–12.08.2024    | 22,4 %   | 23,1 % | 14,3 %  | 4,4 % | 6,2 % | 5,8 % | 3,2 % | 7,0 %  | 3,2 % | 4,5 % | 3,2 % | 2,7 %  |
| AKO                 | 19.08.2024 | 1000       | 06.–12.08.2024    | 23,6 %   | 22,0 % | 15,9 %  | 3,6 % | 6,9 % | 6,2 % | 4,9 % | 5,2 %  | 3,4 % | 4,5 % | 2,7 % | 1,1 %  |
| Focus               | 03.08.2024 | 1013       | 09.–14.07.2024    | 25,7 %   | 21,3 % | 11,3 %  | 4,4 % | 7,3 % | 7,2 % | 3,4 % | 6,5 %  | 4,5 % | 4,7 % | 2,7 % | 1,0 %  |
| AKO                 | 23.07.2024 | 1000       | 09.–15.07.2024    | 23,5 %   | 21,7 % | 15,5 %  | 3,5 % | 7,4 % | 5,6 % | 5,0 % | 5,6 %  | 4,3 % | 4,4 % | 2,3 % | 1,2 %  |
| NMS                 | 17.07.2024 | 1020       | 04.–08.07.2024    | 22,5 %   | 22,6 % | 13,1 %  | 4,2 % | 6,0 % | 5,1 % | 4,1 % | 7,0 %  | 3,4 % | 4,6 % | 3,7 % | 2,7 %  |
| Ipsos               | 02.07.2024 | 1017       | 26.06.–02.07.2024 | 25,2 %   | 22,3 % | 13,5 %  | 4,1 % | 6,3 % | 6,1 % | 3,1 % | 6,8 %  | 4,3 % | 4,7 % | 1,8 % | 1,7 %  |
| AKO                 | 21.06.2024 | 1000       | 11.–18.06.2024    | 23,8 %   | 22,8 % | 15,2 %  | 4,7 % | 6,8 % | 5,3 % | 5,0 % | 6,0 %  | 3,4 % | 4,1 % | 2,1 % | 0,8 %  |
| Focus               | 18.06.2024 | 1025       | 05.–12.06.2024    | 24,2 %   | 21,6 % | 14,5 %  | 4,1 % | 6,6 % | 6,1 % | 4,7 % | 7,3 %  | 5,1 % | 3,6 % | 1,8 % | 0,4 %  |
| NMS                 | 17.06.2024 | 1020       | 30.05.–03.06.2024 | 22,4 %   | 23,7 % | 15,8 %  | 3,4 % | 5,6 % | 5,6 % | 4,5 % | 7,4 %  | 3,5 % | 2,9 % | 3,0 % | 1,7 %  |
| Ipsos               | 22.05.2024 | 743        | 14.–21.05.2024    | 25,0 %   | 21,0 % | 14,0 %  | 4,9 % | 7,1 % | 8,0 % | 3,5 % | 5,1 %  | 4,1 % | 3,4 % | 2,9 % | 0,4 %  |
| AKO                 | 27.05.2024 | 1000       | 07.–14.05.2024    | 21,8 %   | 20,8 % | 17,2 %  | 4,7 % | 7,3 % | 6,7 % | 5,2 % | 5,1 %  | 3,9 % | 3,6 % | 3,1 % | 0,6 %  |
| Focus               | 28.04.2024 | 1017       | 17.–24.04.2024    | 21,1 %   | 19,7 % | 18,0 %  | 5,2 % | 6,9 % | 7,0 % | 5,3 % | 5,5 %  | 4,5 % | 3,5 % | 2,3 % | 1,0 %  |
| AKO                 | 30.04.2024 | 1000       | 09.–16.04.2024    | 21,2 %   | 20,1 % | 16,5 %  | 5,2 % | 7,9 % | 6,5 % | 5,1 % | 4,9 %  | 4,9 % | 3,3 % | 2,3 % | 3,1 %  |
| Focus               | 07.04.2024 | 1015       | 28.3.–02.04.2024  | 21,6 %   | 20,1 % | 17,9 %  | 6,4 % | 6,3 % | 5,4 % | 5,1 % | 4,6 %  | 5,0 % | 3,7 % | 1,8 % | 2,1 %  |
| Ipsos               | 27.03.2024 | 1009       | 16.–19.03.2024    | 21,6 %   | 20,2 % | 16,3 %  | 5,8 % | 6,2 % | 6,7 % | 4,1 % | 5,0 %  | 4,6 % | 3,8 % | 3,0 % | 2,7 %  |
| AKO                 | 20.03.2024 | 1000       | 11.–18.03.2024    | 22,1 %   | 21,0 % | 15,9 %  | 5,6 % | 8,1 % | 6,7 % | 5,1 % | 3,9 %  | 4,6 % | 3,2 % | 2,0 % | 1,8 %  |
| Ipsos               | 18.03.2024 | 1038       | 12.–16.03.2024    | 23,4 %   | 20,8 % | 17,1 %  | 5,6 % | 6,2 % | 6,3 % | 4,2 % | 5,3 %  | 3,6 % | 2,6 % | 3,1 % | 1,8 %  |
| Ipsos               | 21.02.2024 | 1023       | 16.–21.02.2024    | 22,7 %   | 21,3 % | 16,5 %  | 5,8 % | 6,7 % | 6,4 % | 4,2 % | 5,2 %  | 3,4 % | 2,4 % | 3,2 % | 2,2 %  |
| Focus               | 03.03.2024 | 1025       | 14.–21.02.2024    | 21,1 %   | 18,9 % | 17,2 %  | 5,9 % | 6,1 % | 6,2 % | 5,8 % | 4,2 %  | 5,4 % | 3,5 % | 2,6 % | 3,1 %  |
| NMS                 | 22.02.2024 | 1019       | 14.–18.02.2024    | 21,0 %   | 22,0 % | 16,9 %  | 6,0 % | 7,2 % | 5,7 % | 4,2 % | 5,8 %  | 3,3 % | 2,5 % | 3,6 % | 1,8 %  |
| AKO                 | 15.02.2024 | 1000       | 5.–12.02.2024     | 24,0 %   | 22,6 % | 14,5 %  | 6,0 % | 8,2 % | 6,2 % | 5,3 % | 3,7 %  | 4,6 % | 1,5 % | 2,8 % | 0,6 %  |
| Ipsos               | 29.01.2024 | 1022       | 22.–25.01.2024    | 24,5 %   | 20,6 % | 15,4 %  | 5,3 % | 6,6 % | 6,6 % | 4,3 % | 5,1 %  | 4,0 % | 3,0 % | 2,4 % | 2,2 %  |
| Focus               | 04.02.2024 | 1015       | 16.–23.01.2024    | 21,6 %   | 19,4 % | 17,9 %  | 6,5 % | 6,2 % | 5,5 % | 5,7 % | 4,8 %  | 4,6 % | 3,5 % | 2,4 % | 1,9 %  |
| AKO                 | 18.01.2024 | 1000       | 11.–16.01.2024    | 22,1 %   | 19,9 % | 14,3 %  | 7,0 % | 8,7 % | 6,0 % | 5,4 % | 5,3 %  | 4,3 % | 3,2 % | 2,4 % | 1,4 %  |
| NMS                 | 19.01.2024 | 1030       | 10.–14.01.2024    | 22,3 %   | 21,1 % | 14,7 %  | 6,0 % | 6,8 % | 6,9 % | 4,5 % | 6,5 %  | 3,4 % | 3,1 % | 3,3 % | 1,4 %  |
| Ipsos               | 20.12.2023 | 1048       | 13.–18.12.2023    | 24,1 %   | 19,4 % | 15,7 %  | 5,9 % | 6,4 % | 7,1 % | 4,8 % | 5,2 %  | 4,0 % | 3,6 % | 2,7 % | 1,1 %  |
| AKO                 | 14.12.2023 | 1000       | 11.–13.12.2023    | 24,2 %   | 21,4 % | 14,6 %  | 6,8 % | 7,3 % | 6,4 % | 5,3 % | 5,4 %  | 3,6 % | 2,0 % | 2,3 % | 0,7 %  |
| Focus               | 26.11.2023 | 1015       | 15.–22.11.2023    | 23,8 %   | 17,9 % | 14,6 %  | 6,4 % | 7,5 % | 6,4 % | 5,8 % | 5,3 %  | 5,0 % | 2,9 % | 2,8 % | 1,6 %  |
| AKO                 | 16.11.2023 | 1000       | 07.–14.11.2023    | 24,0 %   | 20,1 % | 15,4 %  | 6,6 % | 6,9 % | 5,9 % | 5,4 % | 4,9 %  | 4,4 % | 2,3 % | 2,7 % | 1,4 %  |
| Ipsos               | 13.11.2023 | 1021       | 02.–07.11.2023    | 24,0 %   | 19,1 % | 15,1 %  | 7,0 % | 5,8 % | 6,3 % | 5,1 % | 5,8 %  | 4,4 % | 3,1 % | 2,3 % | 2,0 %  |
| Parlamentswahl 2023 | 30.09.2023 | 30.09.2023 | 30.09.2023        | 22,9 %   | 18,0 % | 14,7 %  | 8,9 % | 6,8 % | 6,3 % | 5,6 % | 4,8 %  | 4,4 % | 2,9 % | 2,2 % | 2,5 %  |